# Де ла Крус, Луис
Луис Эладио де ла Крус (исп. Luis Eladio de la Cruz; 23 марта 1991 года, Консепсьон) — парагвайский футболист, играющий на позиции полузащитника. Ныне выступает за парагвайский клуб «Гуарани».

## Клубная карьера
Луис де ла Крус начинал свою карьеру футболиста в парагвайском «Гуарани». 2 апреля 2011 года он дебютировал в парагвайской Примере, выйдя в основном составе в домашней игре с «Серро Портеньо». 24 сентября того же года де ла Крус забил свой первый гол в рамках Примеры, открыв счёт в гостевом поединке с асунсьонским «Индепендьенте».
В составе «Гуарани» Луис де ла Крус стал чемпионом страны в 2016 году.

## Достижения
«Гуарани»
- Чемпион Парагвая (1): Кл. 2016